# Кристофер Ларкин
Кристофер Ларкин (енгл. Christopher Larkin) аустралијски је композитор и звучни инжењер који првенствено компонује музику за видео-игрице, телевизију и филмове. Његова најуспешнија музичка дела су везана за метроидвејнију Hollow Knight (транскр. Холоу Најт, срп. Шупљи Витез) из 2017. године. Поред тога, радио је и на пројектима као што су: Pac-man 256, Outfolded, Figaro Pho као и на будућем наставку Холоу Најт-а, Hollow Knight: Silksong (транскр. Холоу Најт: Силксонг).

## Образовање
Ларкин је завршио средњу музичку школу у Северном Брајтону, предграђу Аделејда, након чега је своје музичко образовање наставио на универзитету у Аделејду у оквиру елдер конзерваторијум (елдер кон.) оф мјузик. Његови ментори су били: Џон Порглас, Чарлс Бодман Реј и Грејем Кејн. Током својег боравка на елдер кону, Ларкин је такође успео да се извешти и у снимању кратких филмова захваљујући којима је био више пута номинован за и освајао награде, што је довело до даљег доприноса и рада у оквиру сфере филма, маркетинга, а касније и Видео игра.

## Каријера
Ларкин је од малена показивао интересовање за музику, кренувши да компонује са дванаест година. Међутим прве назнаке озбиљне каријере су се тек појавиле током неговог рада на Елдер кону, где је имао прилике да учествује у филмским пројектима заједно са другим студентима. Данас ради као професионални композитор и звучни инжењер за визуелне медије као што су  ТВ, филмови и игрице. У свом послу често сарађује са визуелним уметницима попут Арија Гибсона из Тимa Чери (енгл. Team Cherry) с ким је сарађивао на Холоу Најту. 

## Стил Компоновања
У својим композицијама Ларкин користи елементе класичне музике које комбинује са многим другим жанровима, на тај начин формирајући веома уникатан стил. Његов рад је инспирисан класичним композиторима као што је Клод Дебиси и модерним композиторима за визуелне медије налик Џејмсу Њутну, Џоу Хисашију и Коџију Конду.
Ларкиново најпознатије дело музичка листа "Холоу Најт" (енгл. The Hollow Knight soundtrack) се карактерише као "елегантна, мрачна и меланхолична композиција". У оквиру ње Ларкин се користи већински оркестарском музиком и понављајућим лајтмотивима кроз различите делове композиције у зависности од тога о којој локацији или лику у игрици је реч. 
Поред оркестарске музике, Ларкин је такође имао прилику да испољи своје умеће и у оквиру других пројеката користећи се дигиталним аудио студиом Кјубејс (енгл. Cubase). Приликом израде музике за игрицу ТОХУ (енгл. TOHU) Ларкин је помоћу Кјубејса израдио музичку партитуру која успешно осликава ћудљиву природу ТОХУ-а. Процес компоновања за ТОХУ је подразумевао посматрање гејмплеја, на основу којег је Ларкин звучно интерпретирао визуелне елементе игрице.

## Награде
- Најбоља композиција на "South Australian Screen Awards" 2015[5]
- Најбољи звучни дизајн на "South Australian Screen Awards" 2016[6]
- Најбољи звучни дизајн за интерактивне медије на "ASSG Awards" 2017[7]
- Најбоља музичка партитура на "South Australian Screen Awards" 2021[8]

## Дела
Ларкин је компоновао музику за следеће продукције:
| Година | Наслов                               | Жанр         |
| ------ | ------------------------------------ | ------------ |
| 2012   | The Adventures of Figaro Pho         | ТВ серија    |
| 2012   | Wastelander Panda: Exile             | Филм         |
| 2013   | Универзитет у Аделејду: "Seek Light" | Реклама      |
| 2015   | Pac-Man 256                          | Видео игра   |
| 2015   | Expand                               | Видео игра   |
| 2015   | The New Adventures of Figaro Pho     | ТВ серија    |
| 2015   | Hacknet                              | Видео игра   |
| 2016   | Outfolded                            | Видео игра   |
| 2017   | Barbecue                             | Документарац |
| 2017   | Hollow Knight                        | Видео игра   |
| 2021   | TOHU                                 | Видео игра   |
| 2023   | Hollow Knight: Silksong              | Видео игра   |